# Levante UD
Levante Unión Deportiva är en spansk idrottsklubb från staden Valencia, vars fotbollssektion är mest känd då representationslaget spelar i La Liga. Levante UD har en omfattande ungdomsverksamhet samt ett damlag i toppdivisionen Primera División Femenina.
Smeknamnet Granotes är på valencianska och betyder groda. Klubbens budget är bland de minsta i ligan, cirka en tjugondel av de största i ligan: Real Madrid och FC Barcelona.
Levante bildades år 1909 under namnet "Levante FC" och är regionens äldsta storlag då rivalen Valencia CF bildades först 10 år senare. 1942 slogs klubben ihop med Gimnástico FC och antog namnet Levante UD. Levante gjorde sin debut i La Liga på 1960-talet, men har under historiken därefter pendlat upp och ned mellan första och andra divisionen. En kort period under hösten 2011 var laget för första gången på första plats La Liga-tabellen.

## Meriter
Spanska staten har genom ett kongressbeslut år 2007 erkänt Levante UD som vinnare av Copa de la España Libre år 1937, en cup som arrangerades på den Republikanska sidan under det Spanska inbördeskriget. Andra lag och organisationer har också erkänt Levante UD som vinnare av denna cup. Dock har Spanska Fotbollsförbundet, RFEF, ej godtagit denna titel.

## Spelare

### Spelartrupp
| Nr | Land      | Pos | Namn                                    |
| -- | --------- | --- | --------------------------------------- |
| 1  | Spanien   | MV  | Dani Cárdenas                           |
| 2  | Spanien   | F   | Son                                     |
| 3  | Spanien   | F   | Enric Franquesa                         |
| 4  | Spanien   | F   | Róber Pier                              |
| 5  | Tyskland  | F   | Shkodran Mustafi                        |
| 6  | Spanien   | MF  | Pablo Martínez                          |
| 7  | Brasilien | A   | Wesley Moraes (på lån från Aston Villa) |
| 8  | Spanien   | MF  | Pepelu                                  |
| 9  | Spanien   | A   | Roberto Soldado                         |
| 10 | Spanien   | MF  | Vicente Iborra (på lån från Villarreal) |
| 11 | Spanien   | A   | Álex Cantero                            |
| 13 | Spanien   | MV  | Joan Femenías                           |

| Nr | Land     | Pos | Namn                                      |
| -- | -------- | --- | ----------------------------------------- |
| 14 | Portugal | F   | Rúben Vezo                                |
| 15 | Spanien  | F   | Sergio Postigo (lagkapten)                |
| 16 | Spanien  | F   | Álex Muñoz                                |
| 17 | Spanien  | A   | Brugui                                    |
| 18 | Spanien  | MF  | Jorge de Frutos                           |
| 19 | Spanien  | MF  | Rober                                     |
| 20 | Spanien  | MF  | Joni Montiel (på lån från Rayo Vallecano) |
| 21 | Belgien  | A   | Charly Musonda Jr.                        |
| 22 | Marocko  | A   | Mohamed Bouldini                          |
| 23 | Uruguay  | F   | Marcelo Saracchi                          |
| 24 | Spanien  | MF  | José Campaña                              |
| 29 | Spanien  | F   | Marc Pubill                               |

### Utlånade spelare
| Nr | Land | Pos | Namn |
| -- | ---- | --- | ---- |